# Пьезоэлектрики

Амплитуда колебаний диска сильно преувеличена для наглядности. Напряжение, измеряемое вольтметром, будет пропорционально мгновенной скорости изменения геометрии пьезоэлектрика. Максимальная амплитуда напряжения, снимаемого с пьезоэлемента, будет примерно в половине периода сжатия пьезоэлемента. Если пьезоэлемент сжимается так, как нарисовано на рисунке, за 1 секунду, то максимум амплитуды напряжения будет примерно в момент времени 0.5-0.7 секунды. Когда элемент сжат, то производная от силы, сжимающей элемент, будет равна нулю, и напряжение на концах пьезоэлемента будет равно нулю. После сжатия, при растяжении, с пьезоэлемента будет сниматься обратное по полярности напряжение.

Пьезоэле́ктрики — диэлектрики, в которых наблюдается пьезоэффект, то есть те, которые могут либо под действием деформации индуцировать электрический заряд на своей поверхности (прямой пьезоэффект), либо под влиянием внешнего электрического поля деформироваться (обратный пьезоэффект). Оба эффекта открыты братьями Жаком и Пьером Кюри в 1880—1881 гг.
Пьезоэлектрики широко используются в современной технике в качестве элемента датчика давления. Существуют пьезоэлектрические детонаторы, источники звука огромной мощности, миниатюрные трансформаторы, кварцевые резонаторы для высокостабильных генераторов частоты, пьезокерамические фильтры, ультразвуковые линии задержки и др. Наиболее широкое применение в этих целях кроме кристаллического кварца получила поляризованная пьезокерамика, изготовленная из поликристаллических сегнетоэлектриков, например, из цирконата-титаната свинца.
Таким образом пьезоэлектрики можно разделить на:
- натуральные кристаллы (AlPO4)
- искусственные кристаллы (GaPO4)
- полимеры (стекловолокно)
- пьезокерамику
- полупроводники III-V II-VII (ZnO)

В быту можно наблюдать пьезоэффект, например, в зажигалке, где искра образуется от нажима на пьезопластинку, а также при медицинской диагностике с помощью УЗИ, в которой используются пьезоэлектрические источник и датчик ультразвука. Передовой областью использования пьезоэлектриков является сканирующая зондовая микроскопия (СЗМ). Из пьезоэлектриков изготавливаются сканирующие элементы зондовых микроскопов, осуществляющие перемещение зонда в плоскости образца с точностью до 0,01 Å. Наибольшее распространение в ней имеют трубчатые пьезоэлементы. Они позволяют получать достаточно большие перемещения объектов при сравнительно небольших управляющих напряжениях. Они представляют собой полые тонкостенные цилиндры, изготовленные из пьезоэлектрических материалов. Соединение трёх таких трубок в единый узел позволяет организовать перемещение зонда в трёх ортогональных направлениях, такой сканирующий элемент называется триподом.
В 1964 г. Ю. В. Гуляев и В. И. Пустовойт предложили слоистую структуру «пьезоэлектрик-полупроводник» в качестве базовой конструкции акустоэлектронных приборов, использующих поверхностно-акустические волны.

## Континуальные среды
Твердотельные материалы: пьезоэлектрики, пьезополупроводники и сложные слоистые среды называются континуальными средами функциональной электроники. Выбор континуальных сред определяется природой используемых динамических неоднородностей.